# Virgin Eyes
「VIRGIN EYES」（ヴァージン・アイズ）は、中山美穂の16枚目のシングル。1989年7月12日にキングレコードからリリースされた。規格品番は、EP:064R-1010、CDS:KIDS-98。

## 概要
中山が昔から好きだった杏里チームによる作品。ベースは青木智仁による演奏。
表題曲は本人主演の東宝系映画『どっちにするの。』の主題歌。同映画のサウンドトラック盤ではフェイドアウトしないバージョンで収録された。この曲が発売された当時、西ドイツでもラジオでのリクエストをきっかけに話題の曲となった。
TBS系で放送されていた音楽番組『ザ・ベストテン』最終回で第10位にランクインし、ドラマ撮影のロケ先から中継で出演した。
年末の第40回NHK紅白歌合戦にはこの曲で出場し、作曲を担当した杏里が曲紹介をした。登場時にイリュージョン的な演出がなされたが、スタッフ側のミスで失敗してしまうというアクシデントに見舞われた。しかし、歌唱中の視聴率は平均視聴率を上回る52.0%（関東地区）を記録し、歌手別で7番目に高い数字となった。

## 収録曲
1. VIRGIN EYES
作詞: 吉元由美 / 作曲: 杏里 / 編曲: 小倉泰治
2. サンクチュアリ〜Sanctuary〜
作詞: 吉元由美 / 作曲: 杏里 / 編曲: 小倉泰治 / St.Arr: 大谷和夫

## 収録アルバム
- VIRGIN EYES
  - どっちにするの。オリジナルサウンドトラック - サウンドトラック・バージョン
  - Hide'n' Seek - Edit Version
  - COLLECTION II
  - Complete SINGLES BOX
  - 中山美穂 パーフェクト・ベスト
  - 中山美穂 パーフェクト・ベスト2 - Edit Version
  - 30th Anniversary THE PERFECT SINGLES BOX
  - All Time Best

- サンクチュアリ〜Sanctuary〜
  - YOUR SELECTION 2
  - Complete SINGLES BOX
  - 30th Anniversary THE PERFECT SINGLES BOX

## 参考資料
- ザ・ベストテン『別冊ザテレビジョン ザ・ベストテン ～蘇る!80's ポップスHITヒストリー～』角川インタラクティブ・メディア、2004年12月。ISBN 4-04-894453-3。